# Perdita obliquenotata
Perdita obliquenotata är en biart som beskrevs av Timberlake 1968. Perdita obliquenotata ingår i släktet Perdita och familjen grävbin. Inga underarter finns listade i Catalogue of Life.